# Yūtarō Chinen
Yūtarō Chinen (japanisch 知念 雄太朗 Chinen Yūtarō; * 19. November 1993 in der Präfektur Okinawa) ist ein ehemaliger japanischer Fußballspieler.

## Karriere
Chinen erlernte das Fußballspielen in der Jugendmannschaft vom Kyoto Sanga FC und der Universitätsmannschaft der Ritsumeikan-Universität. Seinen ersten Vertrag unterschrieb er 2016 beim FC Ryūkyū. Der Verein spielte in der dritthöchsten Liga des Landes, der J3 League. Für den Verein absolvierte er 72 Ligaspiele. Ende 2018 beendete er seine Karriere als Fußballspieler.